# Sistema de ligas de futebol da Espanha
O sistema de ligas de futebol da Espanha consiste em várias ligas profissionais, semiprofissionais e não profissionais, unidas hierarquicamente por um sistema de promoção e rebaixamento. Os dois primeiros níveis da pirâmide da liga masculina — Primera División (também conhecida como La Liga) e Segunda División (também conhecida como La Liga 2) — são administrados pela Liga Nacional de Fútbol Profesional, uma associação desportiva com estatuto jurídico independente da Real Federación Española de Fútbol (RFEF), o órgão dirigente do futebol na Espanha. Por outro lado, o primeiro, segundo e terceiro nível da pirâmide feminina são administrados pela RFEF. Os níveis inferiores (6º e abaixo para a pirâmide masculina; 5º e abaixo para a feminina) são administrados pelas federações regionais. Além dos clubes da Espanha, e ao abrigo da disposição adicional 17 da Lei do Desporto de 1990, os clubes de Andorra afiliados a uma federação regional espanhola podem competir no sistema.
A RFEF permite que as equipes reservas compitam no sistema da liga principal, como é o caso na maioria das ligas nacionais europeias. No entanto, as equipes reservas não estão autorizadas a competir no mesmo nível que sua equipe sênior e, portanto, nenhuma equipe reserva competiu na primeira divisão.

## Pirâmide

### Futebol masculino
| Nível                    | Liga/Divisão                                        |
| ------------------------ | --------------------------------------------------- |
| Ligas profissionais      |                                                     |
| 1.                       | Primera División (La Liga) 20 times                 |
| ↓↑ 3 times               |                                                     |
| 2.                       | Segunda División (La Liga 2) 22 times               |
| ↓↑ 4 times               |                                                     |
| Ligas semi-profissionais |                                                     |
| 3.                       | Primera Federación 40 times divididos em 2 grupos   |
| ↓↑ 10 times              |                                                     |
| 4.                       | Segunda Federación 90 times divididos em 5 grupos   |
| ↓↑ 27 times              |                                                     |
| 5.                       | Tercera Federación 324 times divididos em 18 grupos |
| ↓↑ 50 times              |                                                     |
| Ligas não profissionais  |                                                     |
| 6–10                     | Divisões Regionais                                  |

### Futebol feminino
| Nível               | Liga/Divisão                                      |
| ------------------- | ------------------------------------------------- |
| Ligas profissionais |                                                   |
| 1.                  | Liga F 16 times                                   |
| ↓↑ 2 times          |                                                   |
| 2.                  | Primera Federación 16 times                       |
| ↓↑ 4 times          |                                                   |
| 3.                  | Segunda Federación 32 times divididos em 2 grupos |
| ↓↑ 6 times          |                                                   |
| 4.                  | Primera Nacional 84 times divididos em 6 grupos   |
| 5.                  | Divisões Regionais                                |

## Transmissão
A Liga das Estrelas desde a consolidação de diversos jogadores brasileiros teve sua presença garantida tanto em emissoras de TV aberta quanto em canais da televisão por assinatura desde a década de 1990. Notoriamente sua principal transmissora foi a Rede Bandeirantes, promovendo bons índices de audiência com as transmissões dos dois maiores clubes da Espanha e rivais entre si: o Real Madrid e o FC Barcelona, ambos com presenças brasileiras notórias como Ronaldo Nazário e Ronaldinho Gaúcho e estrelas mundiais como Zinédine Zidane e Lionel Messi. Durante os últimos anos de sua transmissão, foi ao ar em parceria com a Top Sports, que mais tarde passaria a manter o Esporte Interativo.
Na televisão por assinatura no Brasil destacam-se as coberturas ao vivo da La Liga pelos canais ESPN e o canal Fox Premium